# Джейсън Кълийна
Джейсън Кълийна (на английски: Jason Culina, произнася се kəˈliːnə, Кълийна, на хърватски Čulina, Чулина) е австралийски футболист от хърватски произход.

## Кариера
Кълийна дебютира в Сидни Юнайтед, после преминава в Олимпик от същия град. В сезон 1999 към играча има интерес от няколко европейски тима, включително и ФК Манчестър Юнайтед. След това преминава в Аякс Амстердам, където не успява да се наложи. След това е даден под наем в белгийския Жерминал и холандския Де Граафсхап. През 2004 отива да играе във ФК Твенте, където играе само един сезон, защото е закупен от тогавашния шампион ПСВ.
През сезон 2007/2008, Кълийна получава тежка травма и му правят операция на коляното. През януари 2009 Джейсън изразява желание да напусне ПСВ и да се върне в родината си. ПСВ му предлагат нов договор, но той отказва и се присъединява към новосъздадения Гоулд Коуст Юнайтед, като става капитан на отбора. Кулина помага на тима за третото му място в шампионата. Кулина е неизменен титуляр и вкарва 8 гола в 44 мача. През 2011 преминава в Нюкасъл Джетс, но получава тежка контузия и не записва нито един мач за отбора. На 12 октомври 2012 подписва с ФК Сидни.